# Tên lửa nước

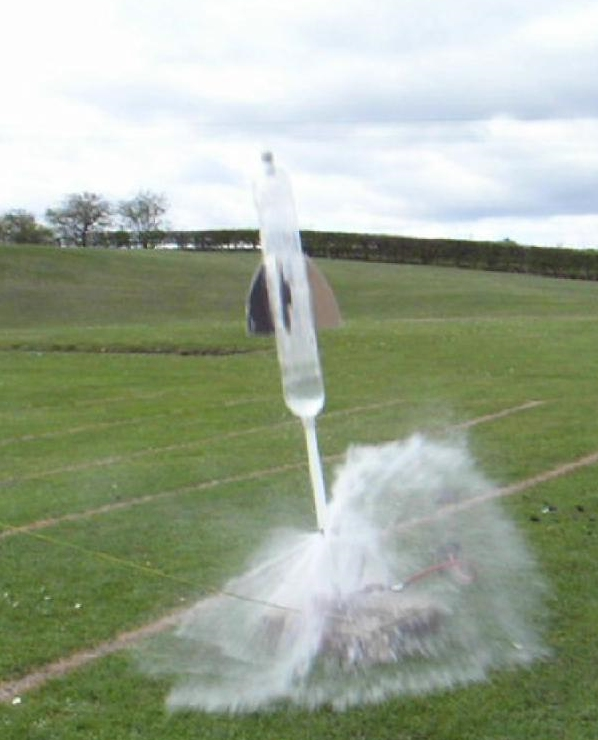

Tên lửa nước (hay còn gọi là thủy hỏa tiễn) là một loại mô hình tên lửa sử dụng nhiên liệu là nước để làm lực đẩy. Bộ phận chính để chế tạo loại tên lửa này thường là những chai nước giải khát. Khi tạo một áp suất lớn trong chai sẽ tạo một nên lực đẩy hướng xuống mặt đất để phát sinh thêm một phản lực hướng lên trên giúp tên lửa nước bay lên khỏi mặt đất. Lực này được hiểu là phản lực, áp dụng theo nguyên lý định luật ba Newton.

## Bộ phận
Các hệ thống tên lửa nước thông thường thường được chia làm 2 bộ phận chính: bệ phóng, và thân tên lửa.
Bệ phóng là bộ phận phía dưới của hệ thống, có tác dụng giữ phần thân tên lửa cố định, truyền không khí từ máy bơm vào tên lửa và định hướng tên lửa khi mới rời khỏi dàn phóng. Bộ phận dàn thường được làm bằng ống nước, để có khả năng thông khí, và nhôm dùng để làm phần định hướng. Ngoài ra, thân tên lửa là bộ phận phía trên của hê thống, là phần sẽ bay lên khi hệ thống được kích hoạt. Thân tên lửa có thể làm từ nhiều loại vật liệu, chủ yếu dùng chai nhựa có dung tích 1,5L hoặc cao hơn.

## Nguyên lý hoạt động
Tên lửa nước hoạt động theo nguyên tắc phản lực: không khí được bơm vào trong thân tên lửa làm gia tăng áp suất.Khi tên lửa được phóng,do áp suất trong thân tên lửa cao hơn bên ngoài nên không khí sẽ phun ra ngoài theo lỗ hổng ở đuôi tên lửa (miệng chai).
Tên lửa sẽ được đẩy về phía trước theo định luật bảo toàn động lượng: {\displaystyle MV=mv}
Trong đó:
- M: Là khối lượng của tên lửa.
- V: vận tốc của tên lửa.
- m: khối lượng của khí và nước phun ra.
- v: vận tốc của khí và nước.

Như vậy, nước được cho vào tên lửa nhằm tăng khối lượng và động lượng vật chất phun ra và sẽ làm tăng vận tốc của tên lửa. lượng nước chiếm 1/3 thể tích chai làm tên lửa là tối ưu. Sau đó tạo áp suất trong chai bằng không khí nén từ đồ bơm xe đạp, lên đến 125 psi.
Nước và khí được nén bên trong quả tên lửa điều này tạo nên một dạng thế năng vì là bị nén và khi lực nén đó được giải phóng ra bên ngoài đẩy nước ra khỏi từ đuôi tên lửa nước tạo thành lực đẩy và đẩy tên lửa lên cao. Đôi khi những người chơi nghiệp dư sử dụng các chất phụ thêm khác vào nước để nâng cao hiệu suất bay cao và đẹp của tên lửa nước.
Áp suất sau khi được giải phóng ra ngoài thì kéo theo lượng nước phun ra từ đuôi tên lửa nước với một tốc độ rất nhanh cho đến khi lượng nước hết và áp suất bên trong tên lửa nước bằng với áp suất khí quyển.